# Курган і Agregat
Курган & Agregat — український хіп-хоп гурт із Харківської області. У своїх текстах використовує суржик і слобожанський говір.

## Історія
13 квітня 2014 року на YouTube-каналі «Блаженное село» з'явився кліп «Курган — Лове (Love)», який згодом став вірусним.
Учасники гурту — Євгеній, Аміл і Раміл походять із селища Близнюки Харківської області. Перші свої кліпи вони знімали там на смартфон, пізніше почали знімати професійніше.
В грудні 2015 року вийшов спільний із Дашею Астаф'євою кліп «Учителька», у вересні 2019 — ще один спільний кліп.
У березні 2017 року вийшов мікстейп «Деган».
30 квітня 2018 року гурт презентував свій дебютний альбом «Средня Школа Рэпа».
Гурт брав участь у багатьох фестивалях, зокрема ZaxidFest, Atlas Weekend, Файне Місто, Hedonism Festival та ін.
З початком повномаштабного вторгнення Євгеній Володченко доєднався до добровольчого батальйону ЗСУ, а Аміл та Раміл займаються волонтерством.
16 травня 2023 року гурт випустив альбоми «Зембонджу» та «The Best» на вінілі на лейблі Aby Sho Music.

## Оцінки та критика
Публіцист і музичний критик Олесь Ніколенко назвав Курган & Агрегат «найавтентичнішою українською хіп-хоп групою останніх років», а їхня пісня «Деган», на його думку, «цілком може претендувати на гімн покоління, яким був наприкінці 90-х трек ВУЗВ „Час, що минає“»
У 2022-му році були включені в рейтинг «30 до 30» українського Forbes.

## Дискографія

### Альбоми
- С. Ш. Р. (2018)
- Зембонджу (2021)
- Поле каніфолі (2025)

### Збірки
- The Best (2023)

### Мініальбоми
- Деган (2017)
- Філософський Клубняк (2020)

### Сингли
- «Тусуйся» (сингл, 2016)
- «Енергія» (сингл, 2017)
- «Мутант» (сингл, 2019)
- «Gabeli» (сингл, 2019)

### Курган
- Бібліотека странних знаній (мініальбом, 2018)
- «Білий шум» (сингл, 2019)
- Квантовий суржик (2021)